# Cantharellus splendens
Cantharellus splendens är en svampart som beskrevs av Buyck 1994. Cantharellus splendens ingår i släktet Cantharellus och familjen kantareller.   Inga underarter finns listade i Catalogue of Life.